# Belián
A Belián szláv → magyar eredetű férfinév, jelentése: fehér.

## Gyakorisága
Az 1990-es években szórványosan fordult elő, a 2000-es években nem szerepel a 100 leggyakoribb férfinév között.

## Névnapok
- május 13.[2]
- május 24.[forrás?]